# 蘇柏豪
蘇柏豪（1986年7月26日—），無黨籍政治人物，曾任樹黨中執委、兼馬祖黨部主委。南投縣竹山鎮教職家庭出身，政治光譜中間偏藍。2014年加入樹黨，2016年受樹黨徵召，投入2016年中華民國立法委員選舉，在毫無地方脈絡的狀況下遷籍落戶馬祖南竿鄉，參選連江縣的區域立委。獲得506票(12％)創下非原生馬祖的空降參選候選人中有史以來最高得票。
蘇柏豪於2014年318學運後擔任獨立記者，報導社會運動脈絡。松菸護樹案為其最關注的主要項目之一，為後學運時期知名公民記者之一。2006年大學在學期間，亦參與紅衫軍倒扁運動，夜宿忠孝西路。2014年10月受樹黨邀請，入黨輔選任行銷長職務，執行樹黨廣告文宣事務，亦為樹黨主要操盤手之一，負責2014年臺北市議員與南投縣集集鎮長選戰。
在立法委員競選期間，時代雜誌副主編Charlie Campbell親自來馬祖訪問蘇柏豪。
2018年6月5日，蘇柏豪宣布代表樹黨參與2018年中華民國直轄市長及縣市長選舉競選連江縣長。
2018年11月24日，蘇柏豪在2018年連江縣長選舉以927票落敗。

## 馬祖扎根
2016年11月25日，因應馬祖區漁會總幹事曹成俤訴求放寬大陸漁工船近岸捕撈限制到50公尺，對海洋資源危害甚大，蘇柏豪緊急向立法院陳曼麗委員、高志鵬委員陳情獲關切，25日與鄉親、民代等一起參與由漁業署長陳添壽主持的研商會議，會中強烈反對放寬，並表示此次已經危及馬祖漁民基本生存，也嚴重危及馬祖的漁業生態。
2016年12月1日，參與核災食品公聽會之預備會議，蘇柏豪於會中提出政府應於離島縣市加開公聽會，最後決議以連線直播方式進行，讓金馬澎三縣市鄉親能連線參與核災食品公聽會。
2016年12月25日，與國民黨青工會成員一起參與核災後食品討論公聽會馬祖連線場，表達反對核災食品輸入的立場。
2017年2月13日，台電指出將規劃將核廢料置放於馬祖、基隆、澎湖、金門等無人島礁。連江縣長劉增應並未在第一時間堅拒，僅表示要待選址確定後在與民眾討論。蘇柏豪則在第一時間提出反對，指出馬祖是靠海為生的島群，擁有豐富的自然生態與漁業資源，無人島礁都不但是燕鷗繁殖生長的地域，也是漁民世代賴以維生的家園，更是馬祖生存的命脈。絕不允許核廢料在馬祖有任存在空間，並呼籲縣長不要猶疑，應該硬起來與民眾站同一陣，不讓馬祖的的淨土遭受核廢料污染。
2017年3月23日，馬祖資訊網出現兜售「藍眼淚」商標的事件，造成馬祖鄉親極為憤怒，經蘇柏豪迅速披露給全國媒體引爆熱潮，並陳情至經濟委員會召委高志鵬協助，高志鵬辦公室第一時間便發表回應，要求智財局檢討。而此爭議在一年後「熊讚」商標亦面臨爭議時，由立委高志鵬公開提出質詢，得到撤銷「藍眼淚」商標註冊的明確答覆。
2017年8月，馬祖地標枕戈待旦遭到地區餐廳增建之違建擋住，蘋果日報記者金寶 (DJ)看到蘇柏豪臉書後詢問詳情向全國發表，蘇柏豪並日日拍照監督該違建拆除作業，後該違建於8月19日拆除完成。 
2017年9月20日，參與馬祖海巡座談會，蘇柏豪提出目前日益嚴重的章魚籠與近岸放網的問題，獲得海巡與縣府當場承諾會查處違法章魚籠，並在既有的兩艘合法章魚籠漁船許可到期後將不再核發。他也關切此次是否為最後一次座談會，認為不該停辦且應擴大參與。
2017年11月，因馬祖區漁會總幹事曹成俤訴求放寬放寬大陸漁工船近岸捕撈限制到300公尺恐造成海洋資源危害，蘇柏豪代表台灣樹人會與馬祖磯釣協會'馬祖青年發展協會等民間團體發起「守護馬祖海洋」護漁連署活動。三天內獲得超過兩千名馬祖鄉親(約戶籍人口1/6)的連署，並於同年11月18日赴連江縣議會與縣長、議長陳情，亦將相關陳情送至立法院向立法委員陳曼麗與陳雪生陳情。
2018年5月19日，蘇柏豪於爆料公社貼出有關馬祖區漁會總幹事曹成俤在公聽會上的公開發言，曹成俤表示籠漁具是最環保的漁具，政府應該開放特定區域給籠漁具使用，此外，釣客對馬祖生態的威脅很大，餌料對海域有汙染，應該嚴格管制釣客。此議遭網友戰爆。蘇柏豪指出，馬祖漁獲這一年內大幅減少！一般認為「數萬個違法籠漁具」近岸施放大小通吃，以及「多層流刺網」近岸作業，才是棲地遭破壞，漁業資源浩劫的主因！

## 其他紀錄
2015年3月21日 樹黨收到來自花蓮市花崗國中學生的求助，指出校園中的校樹因為要蓋球場，已被畫xx記號即將遭砍除。樹黨指派時任行銷長蘇柏豪關切處置，於fb上獲大量轉貼造成花蓮輿論譁然，校方立即決斷指出將不砍除改為移植。同月23日，校方與地方民代，樹黨蘇柏豪等人於花崗國中校區會勘，蘇柏豪建議原地保留，並提交校方「公共工程施工綱要規範02905章」要求學校若要移植應照規範施做。此案最後校樹於2016年3月移植完成，開始動工興建球場，2017年4月完工啟用。但僅僅不到一年時間，便毀於2018年花蓮地震。
2015年4月25日，由於國際募資平台出現了一款文創用的「家庭式電鍍機」，且將台灣列入可銷售地點，樹黨質疑電鍍廢液無法經由妥善管道回收恐重度污染水源，因此至環保署陳情希望嚴管。蘇柏豪表示，這款家庭電鍍機號稱效法3D列印技術，可讓民眾在家為飾品、藝術品閃耀金屬光澤，但電鍍使用金、銀、銅、鎳、汞等重金屬上色，過程中產生的氰化物等有毒廢液及廢氣，除了汙染水資源，長期累積對人體恐有致癌風險。
2016年5月11日，樹黨踢爆台電門面植樹工程竟然未拆除植生袋，將會形成盤跟、颱風容易倒伏的尿布樹。蘇柏豪指出，國內公共工程的樹木種植常發現植生袋未拆即植入，導致樹木頭重腳輕根基不穩，廠商便宜行事的作為，實則是貪小工壞大事，呼籲台電積極修正這樣的錯誤。
2016年7月11日，君品酒店推出「澎湖馬糞海膽吃到飽」促銷活動，因馬糞海膽資源已嚴重匱乏，遭澎湖青年強烈反對，呼籲君品酒店懸崖勒馬。蘇柏豪亦到場聲援，指出海膽養殖成本過高，所以目前仍為捕撈，也因此很容易因為缺乏總量管制而傷害海洋。近日澎湖因為馬糞海膽數量減消開始狂吃紫海膽，讓人擔憂。日本捕海膽都有限定季節、區域、捕撈方式、捕撈時間限制，而且嚴格執行，所以雖然貴但是穩定少量不缺貨，是台灣值得學習的方向。而後君品酒店宣佈取消澎湖馬糞海膽吃到飽的活動。
2016年9月25日，澎湖二次博奕公投進入白熱化階段，蘇柏豪跨海聲援澎湖青年陣線與樹黨成員發起的反賭遊行。
2017年1月14日，蘇柏豪代表樹黨參與年金改革國是會議分區座談會，蘇柏豪在發言時表示，財政入不敷出，應該思考開啟財源，大企業享受相對多社會優惠，但沒付出相應社會責任，主張應該提高企業撥補比例，降低政府負擔，並課徵耗能產業課徵碳稅能源稅，彌補改革帶來的傷害。至於教師退休年齡延長，他則建議資深教師可處理行政工作，讓年輕教師站到第一線，就不會有年輕教師負擔太重、資深教師第一線教不動的問題。

## 參選結果

### 2016年立法委員選舉
| 2016年連江縣選舉區立法委員選舉結果 | 2016年連江縣選舉區立法委員選舉結果 | 2016年連江縣選舉區立法委員選舉結果 | 2016年連江縣選舉區立法委員選舉結果 | 2016年連江縣選舉區立法委員選舉結果 | 2016年連江縣選舉區立法委員選舉結果 | 2016年連江縣選舉區立法委員選舉結果 |
| 號次                               | 候選人                             | 政黨                               | 得票數                             | 得票率                             | 當選標記                           |                                    |
| ---------------------------------- | ---------------------------------- | ---------------------------------- | ---------------------------------- | ---------------------------------- | ---------------------------------- | ---------------------------------- |
| 1                                  | 陳雪生                             | 中國國民黨                         | 2,927                              | 68.07%                             |                                    |                                    |
| 2                                  | 林金官                             | 無黨籍                             | 760                                | 17.67%                             |                                    |                                    |
| 3                                  | 蘇柏豪                             | 樹黨                               | 506                                | 11.77%                             |                                    |                                    |
| 4                                  | 張春寶                             | 中華統一促進黨                     | 107                                | 2.49%                              |                                    |                                    |
| 選舉人數                           | 選舉人數                           | 選舉人數                           | 9,921                              | 9,921                              | 9,921                              |                                    |
| 投票數                             | 投票數                             | 投票數                             | 4,438                              | 4,438                              | 4,438                              |                                    |
| 有效票                             | 有效票                             | 有效票                             | 4,300                              | 4,300                              | 4,300                              |                                    |
| 無效票                             | 無效票                             | 無效票                             | 138                                | 138                                | 138                                |                                    |
| 投票率                             | 投票率                             | 投票率                             | 44.73%                             | 44.73%                             | 44.73%                             |                                    |

### 2018年連江縣長選舉
| 2018年連江縣縣長選舉結果 | 2018年連江縣縣長選舉結果 | 2018年連江縣縣長選舉結果 | 2018年連江縣縣長選舉結果 | 2018年連江縣縣長選舉結果  | 2018年連江縣縣長選舉結果  | 2018年連江縣縣長選舉結果 |
| ------------------------ | ------------------------ | ------------------------ | ------------------------ | ------------------------- | ------------------------- | ------------------------ |
| 號次                     | 候選人                   | 政黨                     | 得票數                   | 得票率                    | 當選標記                  |                          |
| 1                        | 蘇柏豪                   | 樹黨                     | 927票                    | 12.51%                    |                           |                          |
| 2                        | 朱秀珍                   | 無黨籍                   | 1,284票                  | 17.33%                    |                           |                          |
| 3                        | 魏耀                     | 無黨籍                   | 336票                    | 4.54%                     |                           |                          |
| 4                        | 劉增應                   | 中國國民黨               | 4,861票                  | 65.62%                    | 當選                      |                          |
| 選舉日期                 | 選舉日期                 | 2018年11月24日           | 選舉人數                 | 10,773人                  | 10,773人                  |                          |
| 投票率                   | 投票率                   | 71.31%                   | 投票人數                 | 有效：7,408人 無效：274人 | 有效：7,408人 無效：274人 |                          |

## 爭議
2018年5月5日，蘇柏豪於爆料公社貼出文章，指出看到解放軍戰機臨空，遭國防部否認。

## 外部連結
- 蘇柏豪的Facebook專頁